# Ґреґ Браф
Ґреґ Браф (англ. Greg Brough, 26 березня 1951 — 9 березня 2014) — австралійський плавець.
Призер Олімпійських Ігор 1968 року.
Призер Ігор Співдружності 1970 року.